# Geringswalde
Geringswalde (umgangssprachlich auch Dessch) ist eine Landstadt in Sachsen inmitten des Städtedreiecks Leipzig, Chemnitz und Dresden.

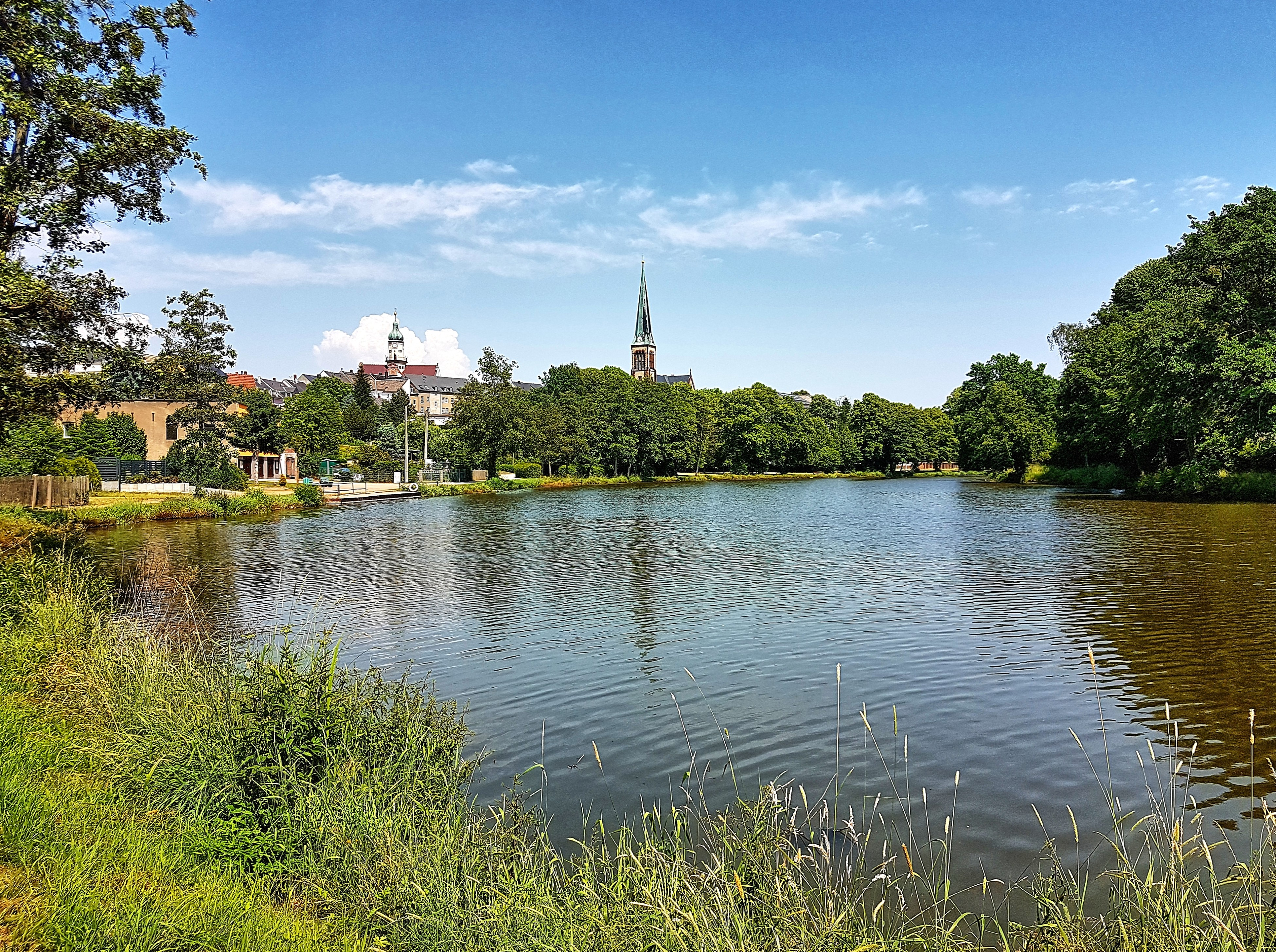
Geringswalde mit Großteich

## Geographie

### Lage
Die Stadt liegt nordöstlich von Rochlitz, direkt an der Bundesstraße 175. Der höchste Punkt von Geringswalde liegt auf einem Höhenrücken des Sächsischen Granulitgebirges in der Nähe des Aussichtsturms im Norden der Stadt bei 305 m ü. NN. Der König-Friedrich-August-Turm wurde am 31. August 1907 eingeweiht und nach Friedrich August III., dem letzten König von Sachsen, benannt. Von hier aus ist bei klarem Wetter der Blick bis zum Erzgebirgskamm, zur Augustusburg und zum Völkerschlachtdenkmal in Leipzig möglich.
Der langgestreckte Großteich ist durch Anstauen des in der nahegelegenen Fröhne, einem Waldstück, entspringenden Klosterbachs entstanden, sein Abfluss ist der in die Zwickauer Mulde mündende Auenbach.

### Stadtgliederung
Zu Geringswalde gehören die Ortsteile
| - Aitzendorf - Altgeringswalde - Arras - Dittmannsdorf - Geringswalde | - Hilmsdorf - Holzhausen - Hoyersdorf - Neuwallwitz |

## Geschichte

### Ursprung
Die Herren von Schönburg gründeten um 1158 eine Höhenburg/Spornburg und um 1200 die Stadt Geringswalde auf dem Gebiet des späteren Altgeringswalde.
Eine hiesige Burg wurde von Ottokar I. von Böhmen (gest.1239) zerstört. Auf den Grundmauern einer (zweiten, wohl jüngeren) Burg (anstelle des späteren Rittergutes) stifteten die Schönburger 1233 ihr Hauskloster, welches ihre Erbbegräbnisstätte wurde.
Erstmals urkundlich erwähnt wird der Ortsname 1233 als Gerungeswalde in der Stiftungsurkunde des Benediktinerinnenklosters St. Marien vom 2. Januar 1233 und erneut, diesmal als Gerungswalde, in der Schutz- und Bestätigungsbulle des Papstes Gregor IX. vom 29. Oktober 1237. Eine Ansiedlung an diesem Ort hatte aber schon früher stattgefunden, da in der Urkunde von 1233 von areas et fundum castri destructi et opidi desolati cum Piscina eciam adiacente (Grund und Boden der zerstörten Burg und der verwüsteten Ortschaft mit dem anliegenden Fischteiche) die Rede ist. Hermann II. von Schönburg stiftete 1233 das Benediktinerinnenkloster, das bis zur Reformation als Grablege der Familie diente.
Der Ortsname geht auf den Personennamen Gerung oder Gering zurück und bedeutet Siedlung am/im Wald eines Gerung/Gering. Namensgeber könnte der meißnische Bischof Gerung gewesen sein, der sich in seiner Amtszeit von 1152 bis 1170 sehr um die Besiedlung des Landes verdient gemacht hat.
Da sich auf dem Schloßberg nahe Geringswalde Reste (Gräben und Wälle und wenige Mauerreste) einer (zweiten) Burg -mit mindestens zwei Vorburgen- erhalten haben, muss Geringswalde wohl später einen Burgneubau unter den Herren von Schönburg erhalten haben.

### Frühe Neuzeit

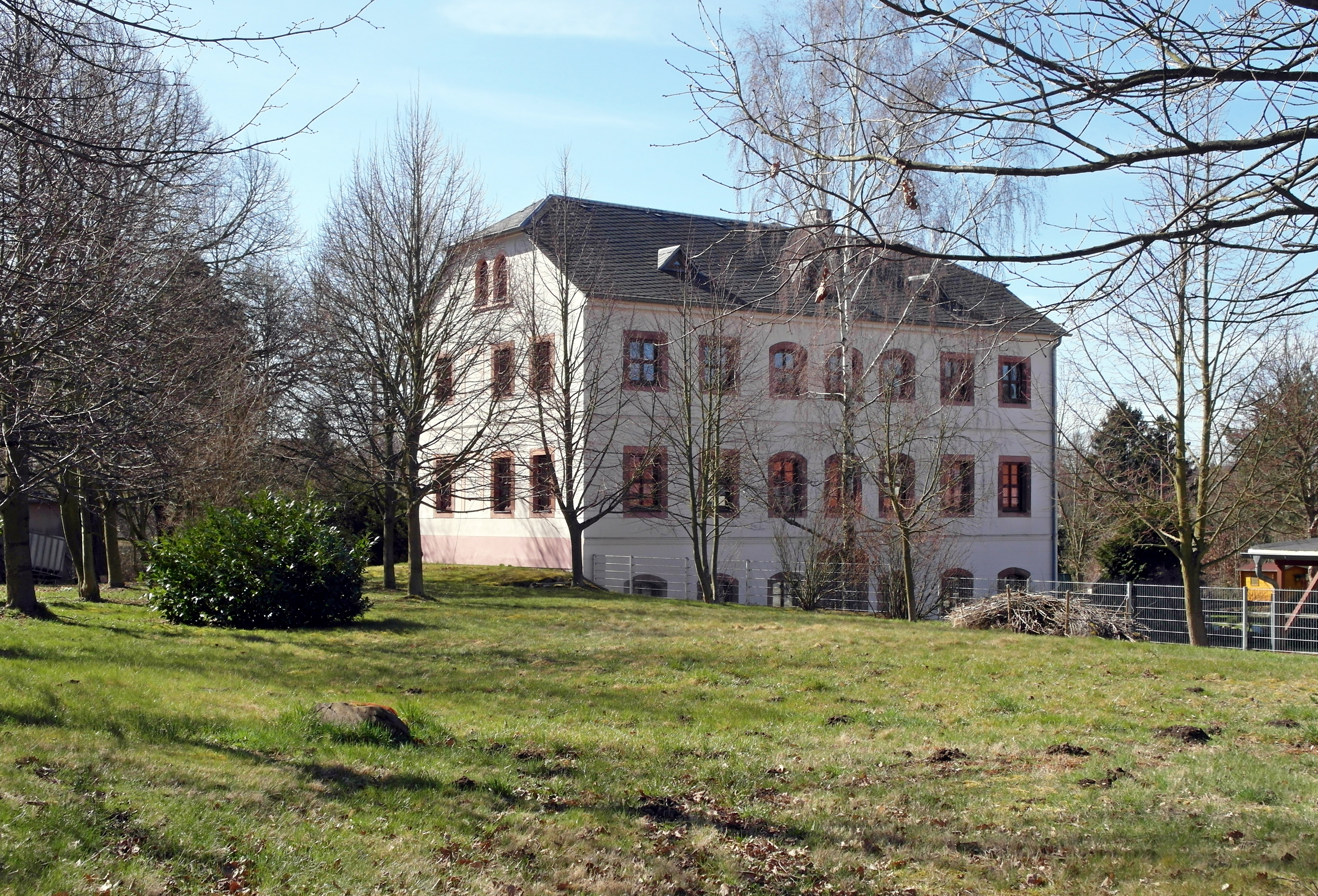
Herrenhaus des Ritterguts (und einstigen Klosterguts)

Nach der Reformation wurde das Nonnenkloster 1542 geschlossen (einigen Nonnen wurde bis zu ihrem Ableben das Wohnrecht gewährt) und in ein Rittergut umgewandelt. Nach dem Zweiten Weltkrieg wurde es aufgelöst und größtenteils abgerissen. Für kurze Zeit bestand im ehemaligen Kloster eine orthodox-lutherische Landesschule der Schönburger, gegründet 1566, die schon 1568 durch den Kurfürsten von Sachsen aufgelöst wurde, weil ihr Rektor des Flacianismus beschuldigt wurde.
Als im Jahre 1559 die drei Brüder Wolf, Georg und Hugo von Schönburg die Herrschaft ihres Vaters teilten richteten Wolf und Hugo in Waldenburg, Geringswalde, Lichtenstein und Hartenstein eigene Superintenduren ein.
1590 verkauften die Herren von Schönburg die vormals reichsunmittelbare Herrschaft Geringswalde an die Kurfürsten von Sachsen. So wurde Geringswalde kursächsisch.
Eine Stadtmauer um Geringswalde gab es nicht.

### 19. Jahrhundert und Industrialisierung
Von 1856 bis 1874 war Geringswalde Sitz eines Gerichtsamtes.
Bis ins 19. Jahrhundert war die Leineweberei mit bis zu 250 Meistern das vorherrschende Gewerbe in der Stadt. 1862 begründete August Ettig die Geringswalder Sitzmöbelindustrie, und seit 1872 waren Betriebe der Werkzeugindustrie in der Stadt ansässig. Der von 1882 bis 1913 amtierende erste Berufsbürgermeister Geringswaldes, Oswald Goldammer, verstand es, die Industrie des Ortes zu fördern. Während seiner Amtszeit wurde die Stadt ans Eisenbahnnetz angeschlossen und entstanden mehrere heute das Stadtbild prägende Gebäude, darunter Rathaus, Kirche und Schulgebäude. 1906 und 1923 kam es zu Streiks der im Holzarbeiterverband organisierten Arbeiter. Wirtschaftlicher Aufschwung und sozialer Niedergang kennzeichneten die 1920er Jahre. 1926 wurde das städtische Freibad eröffnet. Die Siedlung am nordwestlichen Stadtrand wurde in den 1930er Jahren angelegt.

### Nach dem Zweiten Weltkrieg
1949 wurden die unmittelbar benachbarten Orte Klostergeringswalde und Hilmsdorf eingemeindet. 1953 wurde das Landambulatorium am Teich eröffnet und in den folgenden Jahren Kinderkrippen, Kindergärten und Feierabendheime eingerichtet. Neubausiedlungen entstanden vor allem südlich des Großteiches. Das Freibad wurde 1983 rekonstruiert und 1987 der Busbahnhof eröffnet, der die bis dahin bestehenden Haltestellen auf dem Marktplatz ablöste. 1994 und 1999 wurden weitere Nachbarorte eingemeindet, und seit 2007 wurden Industriebrachen zurückgebaut.

### Eingemeindungen
| Ehemalige Gemeinde  | Datum           | Anmerkung                     |
| ------------------- | --------------- | ----------------------------- |
| Aitzendorf          | 1. Januar 1999  |                               |
| Altgeringswalde     | 1. Januar 1994  |                               |
| Arras               | 1. Januar 1999  |                               |
| Dittmannsdorf       | 1. Juli 1950    | Eingemeindung nach Aitzendorf |
| Hilmsdorf           | 1. Juli 1949    |                               |
| Holzhausen          | 1. Januar 1999  |                               |
| Hoyersdorf          | 1. März 1974    | Eingemeindung nach Holzhausen |
| Klostergeringswalde | 1. April 1949   |                               |
| Neuwallwitz         | 1. Februar 1936 | Eingemeindung nach Holzhausen |

## Politik

### Stadtrat
Seit der Stadtratswahl am 9. Juni 2024 verteilen sich die 15 Sitze des Stadtrates folgendermaßen auf die einzelnen Gruppierungen:
- Freie Wähler Geringswalde: 7 Sitze
- CDU: 3 Sitze
- Linke: 3 Sitze
- FDP: 2 Sitze
- Grüne: 1 Sitz

| Stadtrat ab 2024Insgesamt 16 Sitze - Linke: 3 - Grüne: 1 - FWG: 7 - CDU: 3 - FDP: 2 | Liste                     | 2024   | 2024   | 2019   | 2019   | 2014   | 2014   |
| Stadtrat ab 2024Insgesamt 16 Sitze - Linke: 3 - Grüne: 1 - FWG: 7 - CDU: 3 - FDP: 2 | Liste                     | Sitze  | in %   | Sitze  | in %   | Sitze  | in %   |
| Stadtrat ab 2024Insgesamt 16 Sitze - Linke: 3 - Grüne: 1 - FWG: 7 - CDU: 3 - FDP: 2 | Freie Wähler Geringswalde | 7      | 45,0   | 7      | 37,5   | 4      | 23,2   |
| Stadtrat ab 2024Insgesamt 16 Sitze - Linke: 3 - Grüne: 1 - FWG: 7 - CDU: 3 - FDP: 2 | CDU                       | 3      | 20,3   | 3      | 21,0   | 5      | 29,4   |
| Stadtrat ab 2024Insgesamt 16 Sitze - Linke: 3 - Grüne: 1 - FWG: 7 - CDU: 3 - FDP: 2 | Linke                     | 3      | 17,7   | 3      | 16,6   | 4      | 24,8   |
| Stadtrat ab 2024Insgesamt 16 Sitze - Linke: 3 - Grüne: 1 - FWG: 7 - CDU: 3 - FDP: 2 | FDP                       | 2      | 10,3   | 1      | 13,9   | 1      | 10,4   |
| Stadtrat ab 2024Insgesamt 16 Sitze - Linke: 3 - Grüne: 1 - FWG: 7 - CDU: 3 - FDP: 2 | Grüne                     | 1      | 3,7    | 1      | 6,2    | 1      | 5,7    |
| Stadtrat ab 2024Insgesamt 16 Sitze - Linke: 3 - Grüne: 1 - FWG: 7 - CDU: 3 - FDP: 2 | SPD                       | –      | 3,0    | –      | 4,8    | 1      | 6,5    |
| Stadtrat ab 2024Insgesamt 16 Sitze - Linke: 3 - Grüne: 1 - FWG: 7 - CDU: 3 - FDP: 2 | Wahlbeteiligung           | 67,8 % | 67,8 % | 63,4 % | 63,4 % | 53,3 % | 53,3 % |

### Bürgermeister
Am 3. Juli 2022 wurde Sandra Fischer (parteilos) mit 50,5 % zur Bürgermeisterin gewählt.
| Wahl | Bürgermeister  | Vorschlag | Wahlergebnis (in %) |
| ---- | -------------- | --------- | ------------------- |
| 2022 | Sandra Fischer | Fischer   | 50,5                |
| 2015 | Thomas Arnold  | Arnold    | 82,3                |
| 2008 | Thomas Arnold  | Arnold    | 50,3                |
| 2001 | Rainer Eckert  | PDS       | 50,7                |

## Kultur und Sehenswürdigkeiten
- siehe auch: Liste der Kulturdenkmale in Geringswalde

### Bauwerke
- Kursächsische Postmeilensäule (in großen Teilen eine Kopie), deren Originalwappenstück von 1727 im Museum Schloss Rochlitz ausgestellt ist. Heutiger Standort ist die Bahnhofstraße. Ursprünglich befand sie sich auf dem Markt und später am Großteich, in Höhe der ehemaligen Damm-Mühle (heute Grünanlage).[18]
- Das ehemalige Rittergut geht auf ein Klostergut der Benediktinerinnen zurück. Das Gutshaus wurde 1945 nach Kriegsende zerstört.
- Im denkmalgeschützten Stadtkern befinden sich der gepflasterte Markt und repräsentative Gebäude, die im Wesentlichen um 1900 erbaut wurden.
- Die neugotische Martin-Luther-Kirche aus dem Jahr 1890, die einen romanischen Vorgängerbau ersetzte, das 1905 eingeweihte neubarocke Rathaus und das Schulgebäude im Stil der Neo-Renaissance von 1894 sind Zeugen städtischen Wohlstandes am Ende des 19. und Anfang des 20. Jahrhunderts.
- In der Dorfkirche auf dem Friedhof in Altgeringswalde ist der um 1510 entstandene und im Jahr 1994 sorgfältig restaurierte bunt bemalte Altar sehenswert.
- Auf einer Anhöhe nördlich der Stadt befindet sich der 1907 eröffnete König-Friedrich-August-Turm, ein Aussichtsturm.
- Von einer Burg im nahegelegenen Fürstenwald, die noch im Mittelalter zerstört wurde, sind nur noch winzige Kellerreste erhalten.[19]

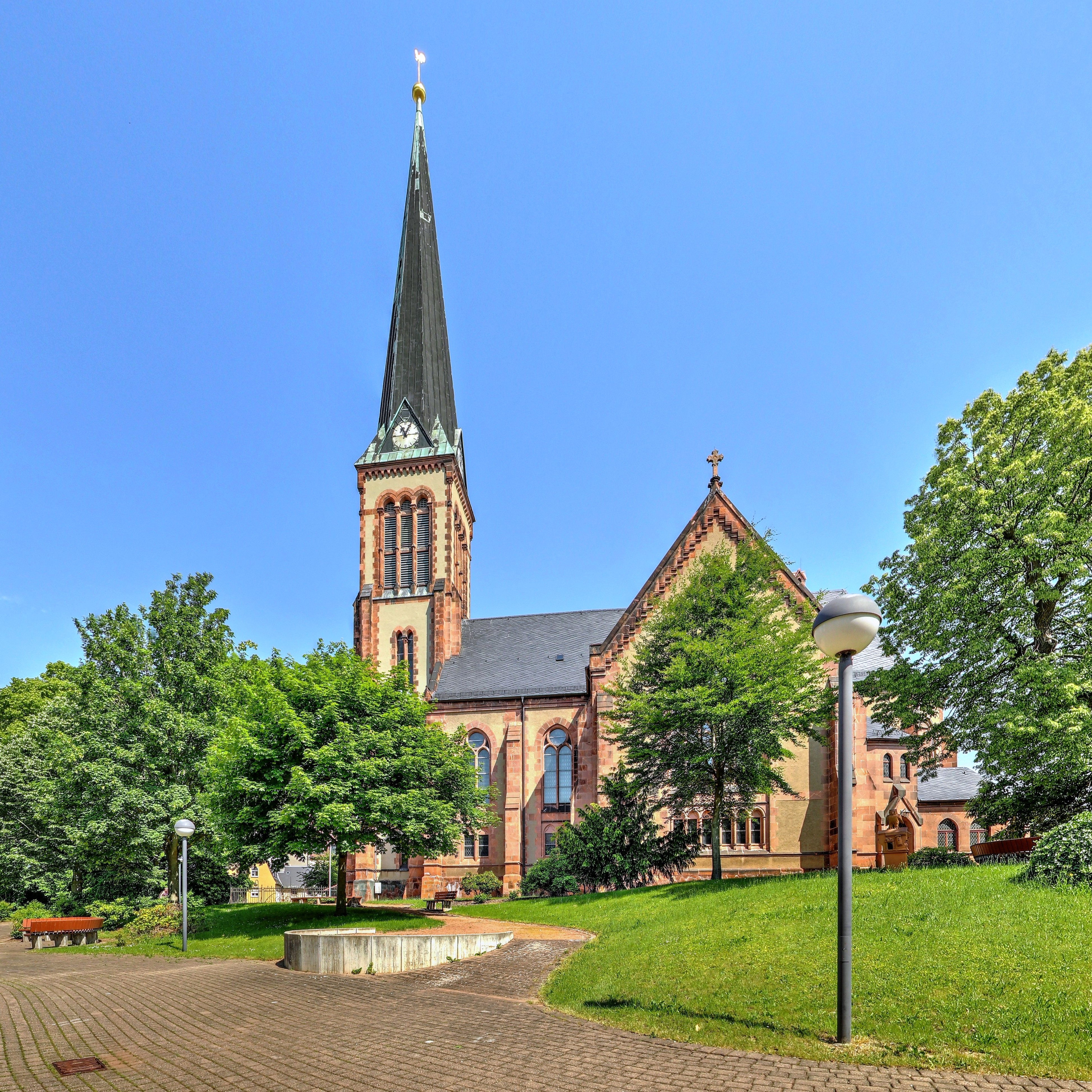
Martin-Luther-Kirche von Süden
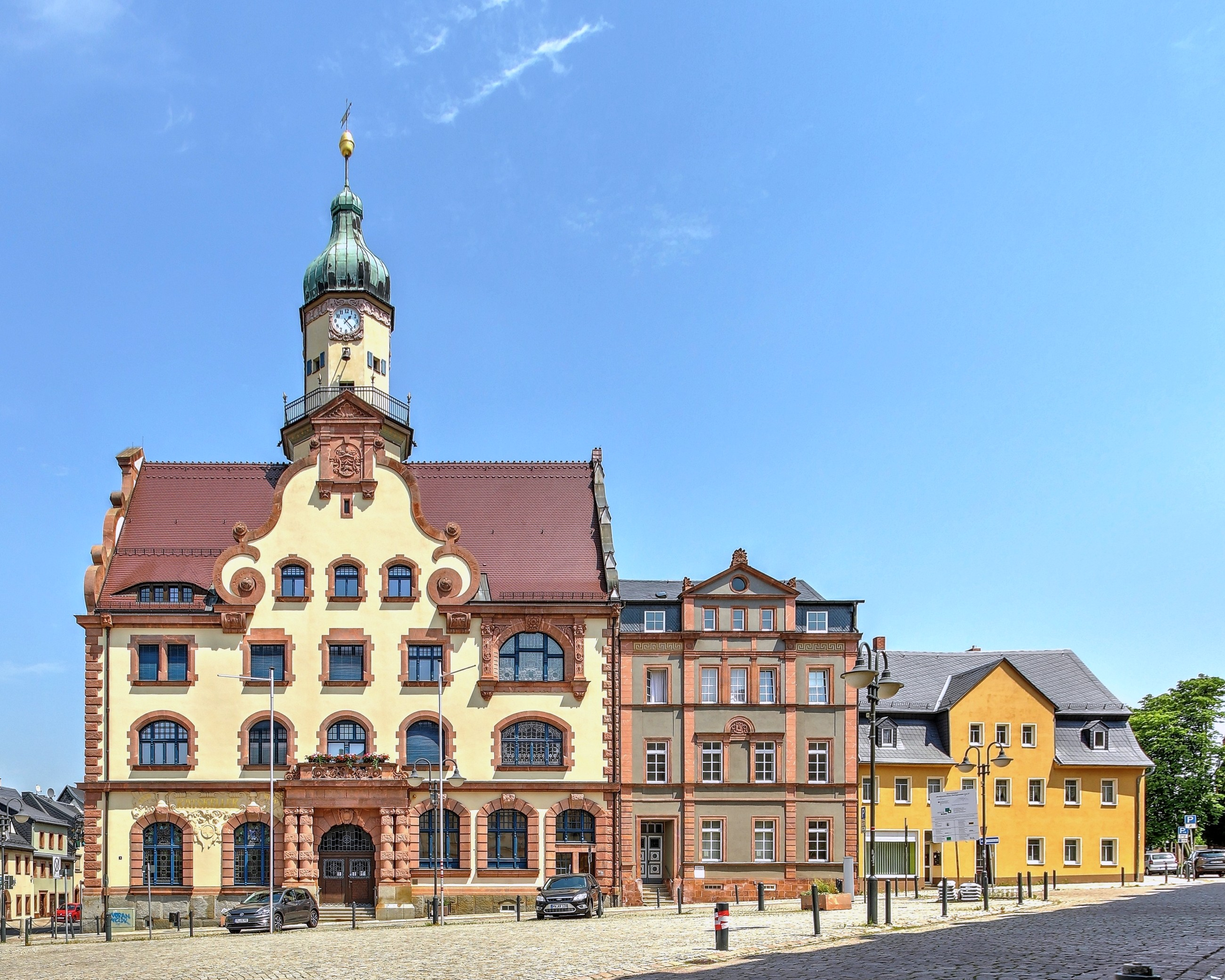
Neues (links) und altes Rathaus (Mitte) am Marktplatz
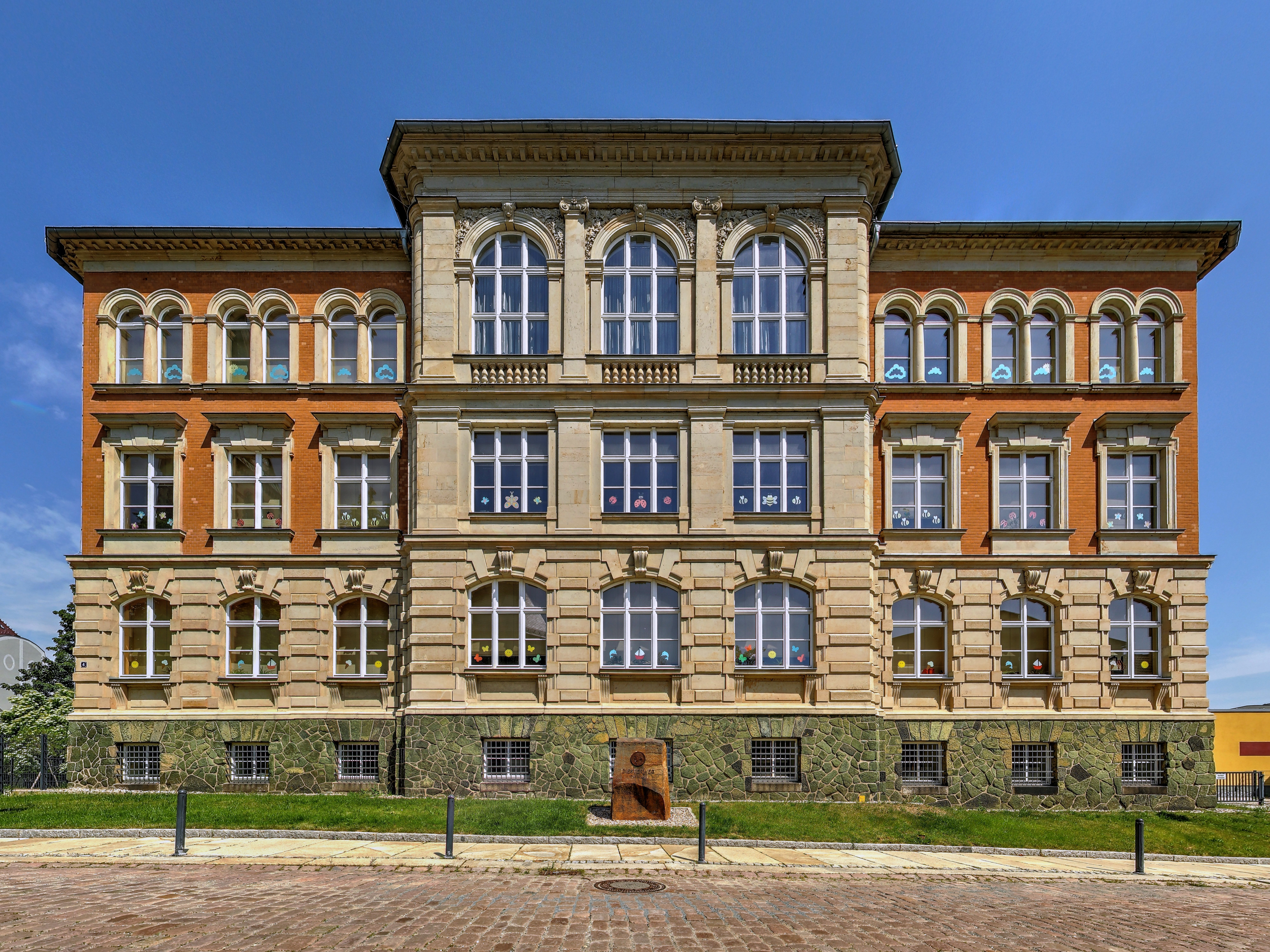
Diesterwegschule am Lutherplatz (unweit des Marktplatzes)
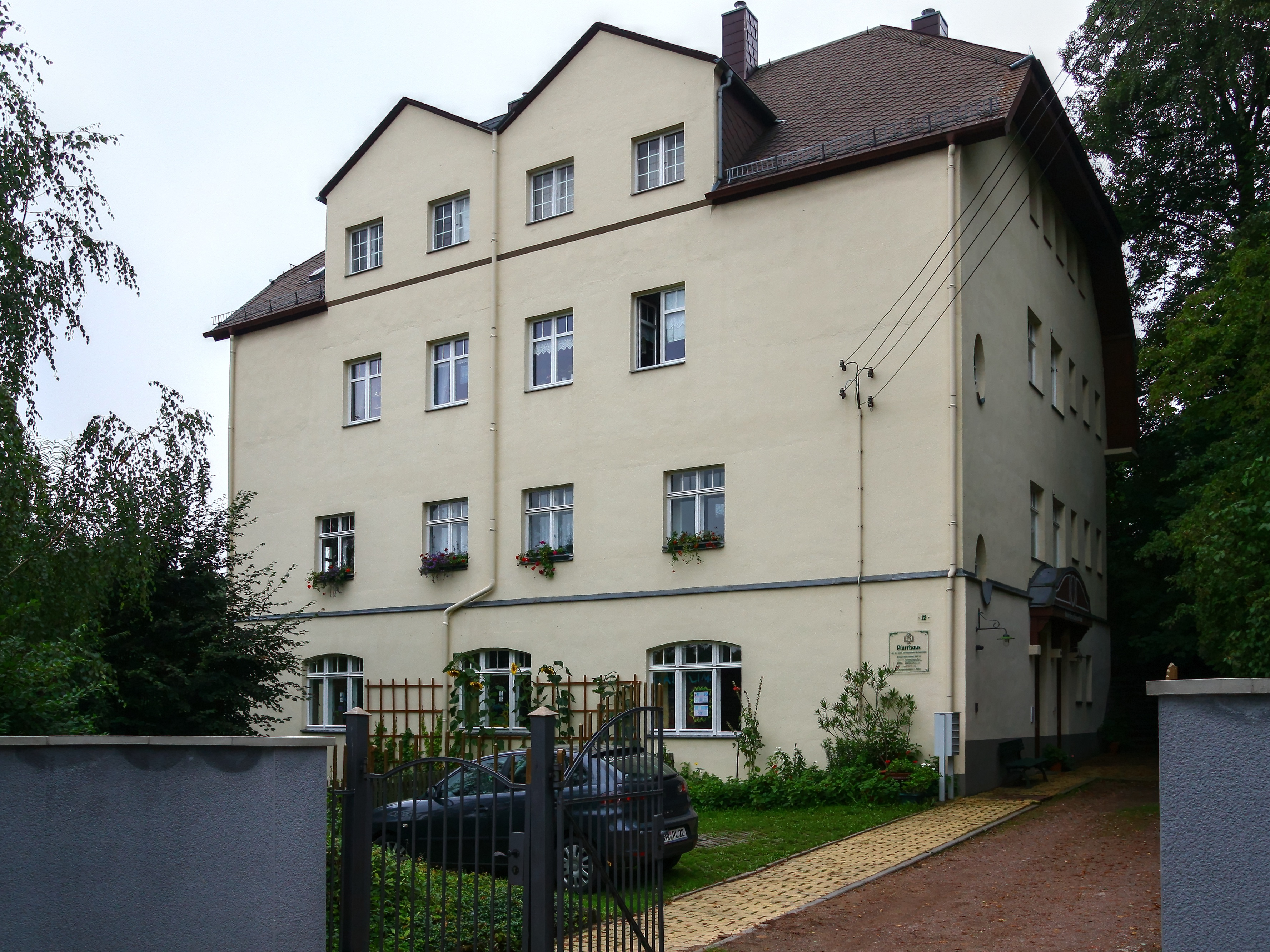
Pfarrhaus in der Bahnhofstraße
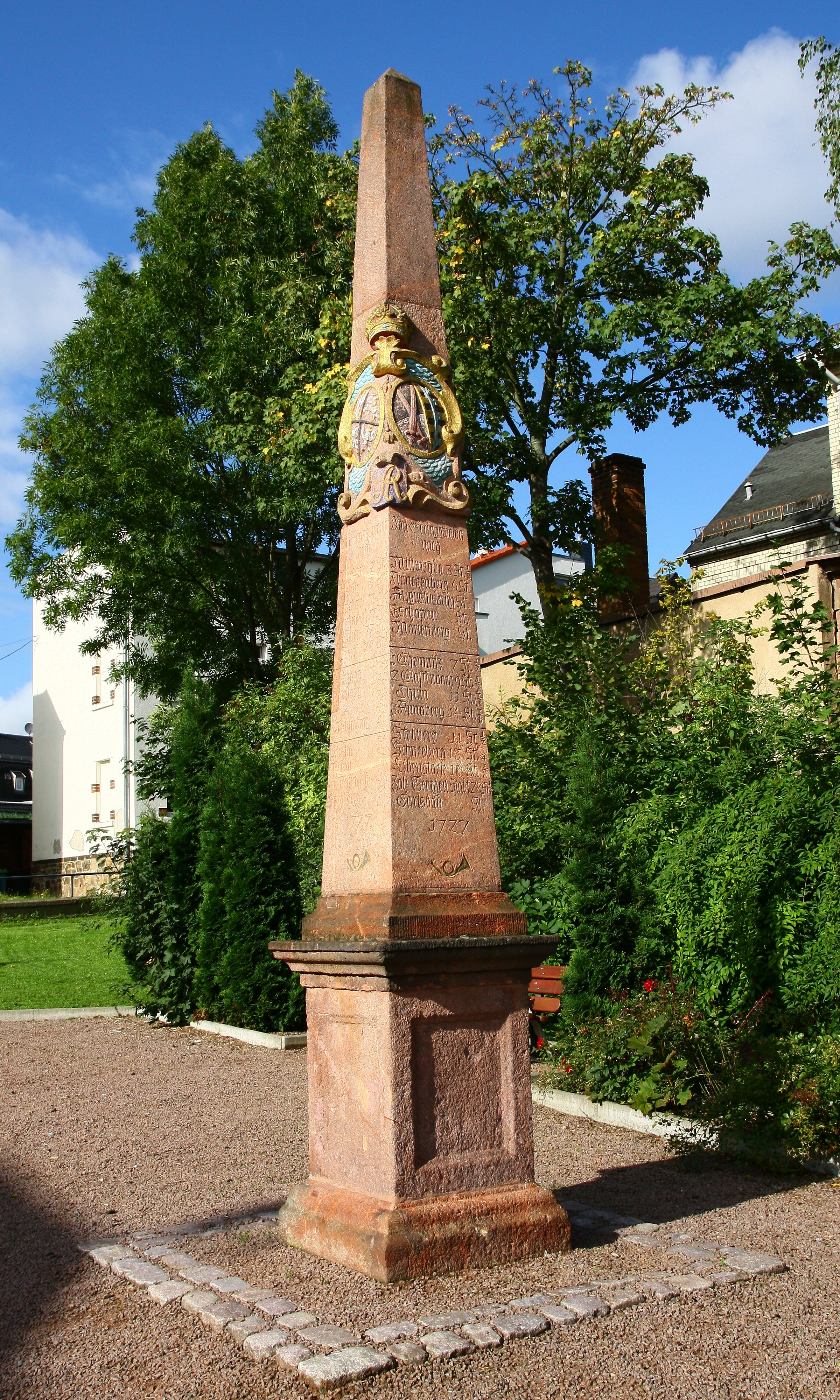
Kursächs. Postmeilen-Säule
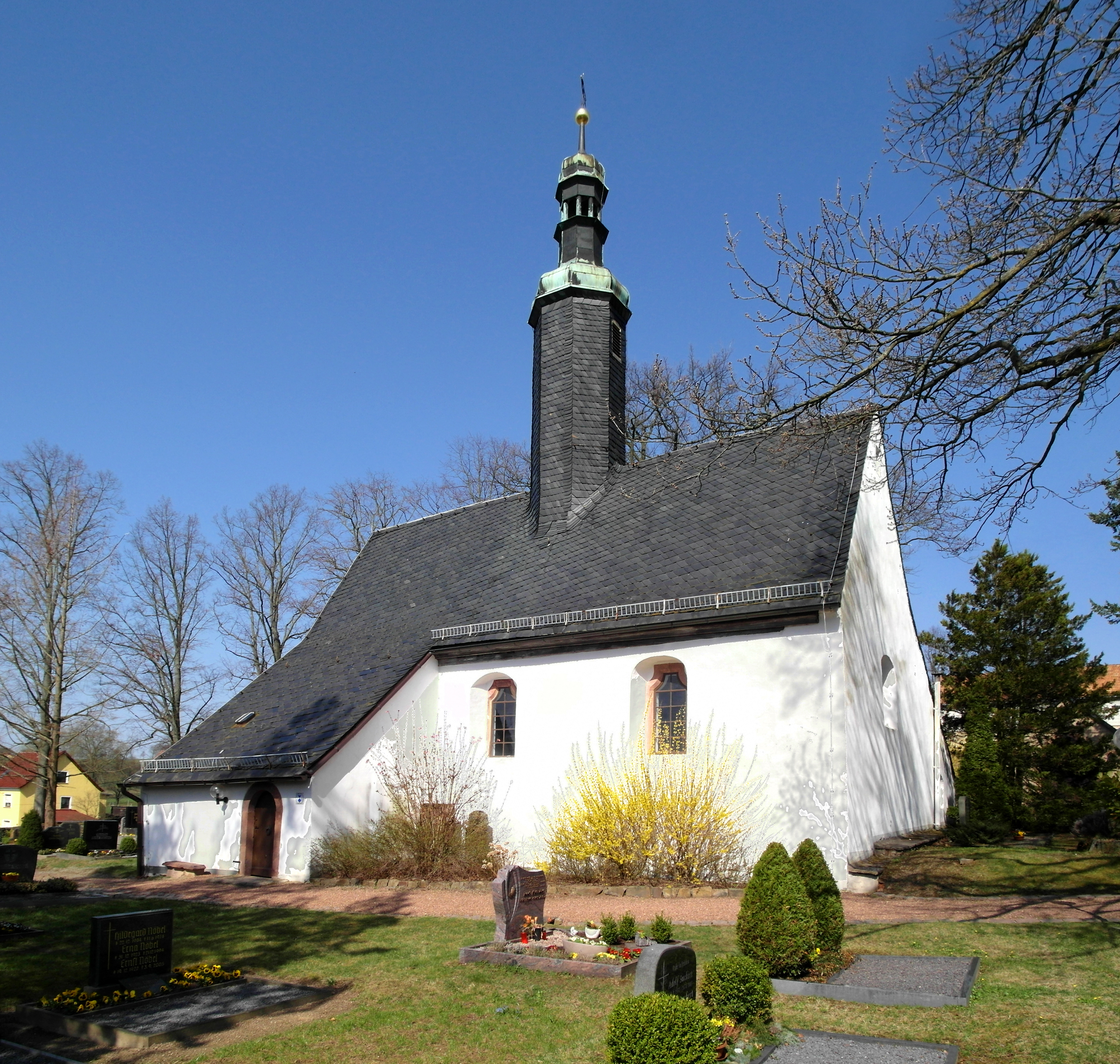
Dorfkirche Altgeringswalde

### Regelmäßige Veranstaltungen
- Geringswalder Teich- und Anlagenfest am ersten Septemberwochenende rund um den Großteich.

## Verkehr

### Straßen
Durch den Ort führt die Bundesstraße 175. Richtung Westen führt diese über die Stadt Rochlitz zur Anschlussstelle Rochlitz der Bundesautobahn 72 (Chemnitz–Leipzig). Aus östlicher Richtung ist Geringswalde ebenfalls über die B 175 über die Anschlussstellen Döbeln Ost und Leisnig der Bundesautobahn 14 (Leipzig–Dresden) erreichbar. Landstraßen verbinden die Stadt unter anderem mit Mittweida, Zettlitz und Milkau.

### Schienenverkehr
Seit der Eröffnung der Bahnstrecke Waldheim–Rochlitz am 7. Dezember 1893 waren Geringswalde und der heutige Ortsteil Arras an das Eisenbahnnetz angebunden. Nach der politischen Wende im Osten Deutschlands verlor die Strecke rasch an Bedeutung. Am 1. Juni 1997 wurde der Reiseverkehr eingestellt, 1998 wurde die Strecke stillgelegt.

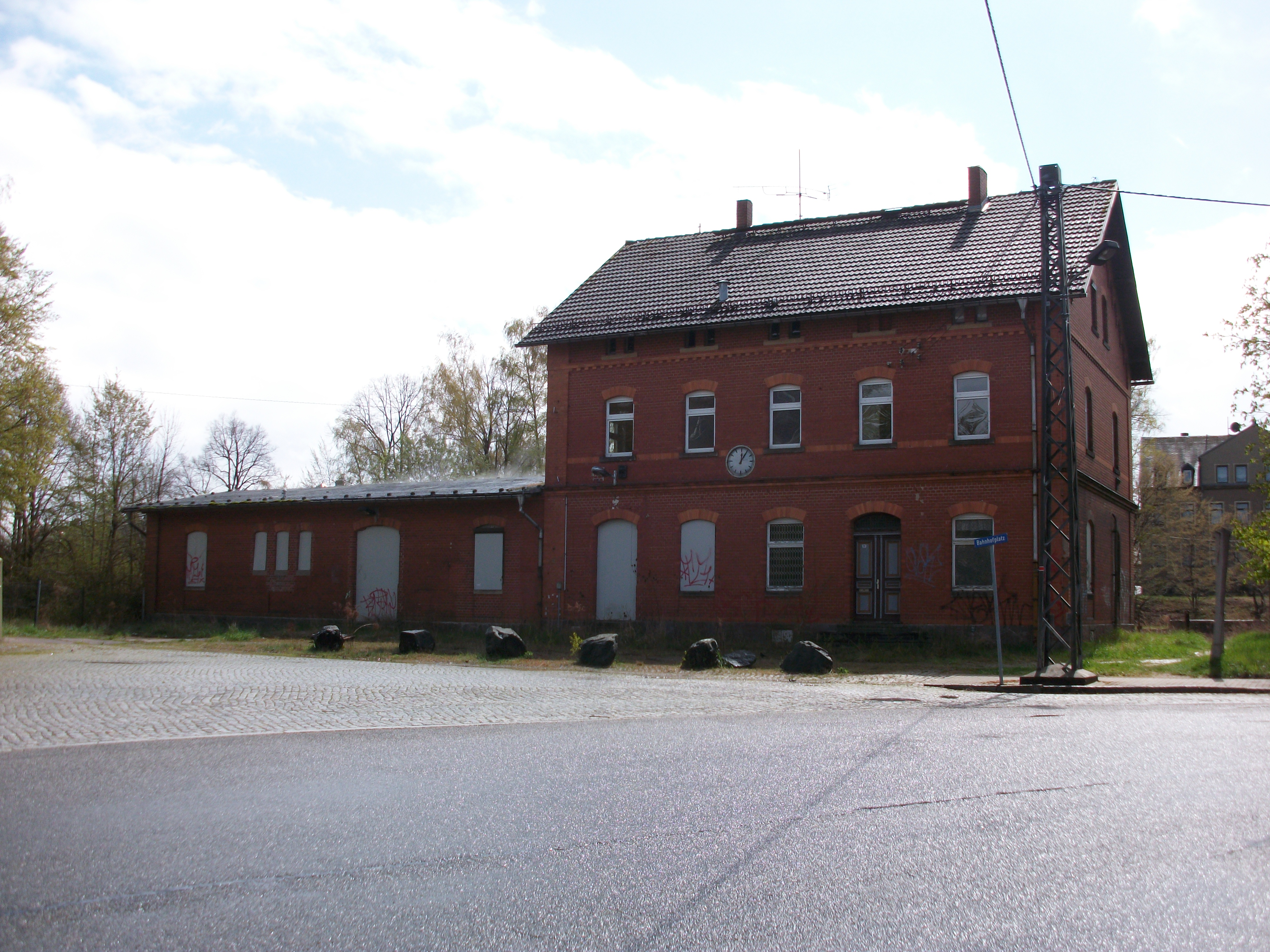
Bahnhof Geringswalde, Straßenseite (2016)
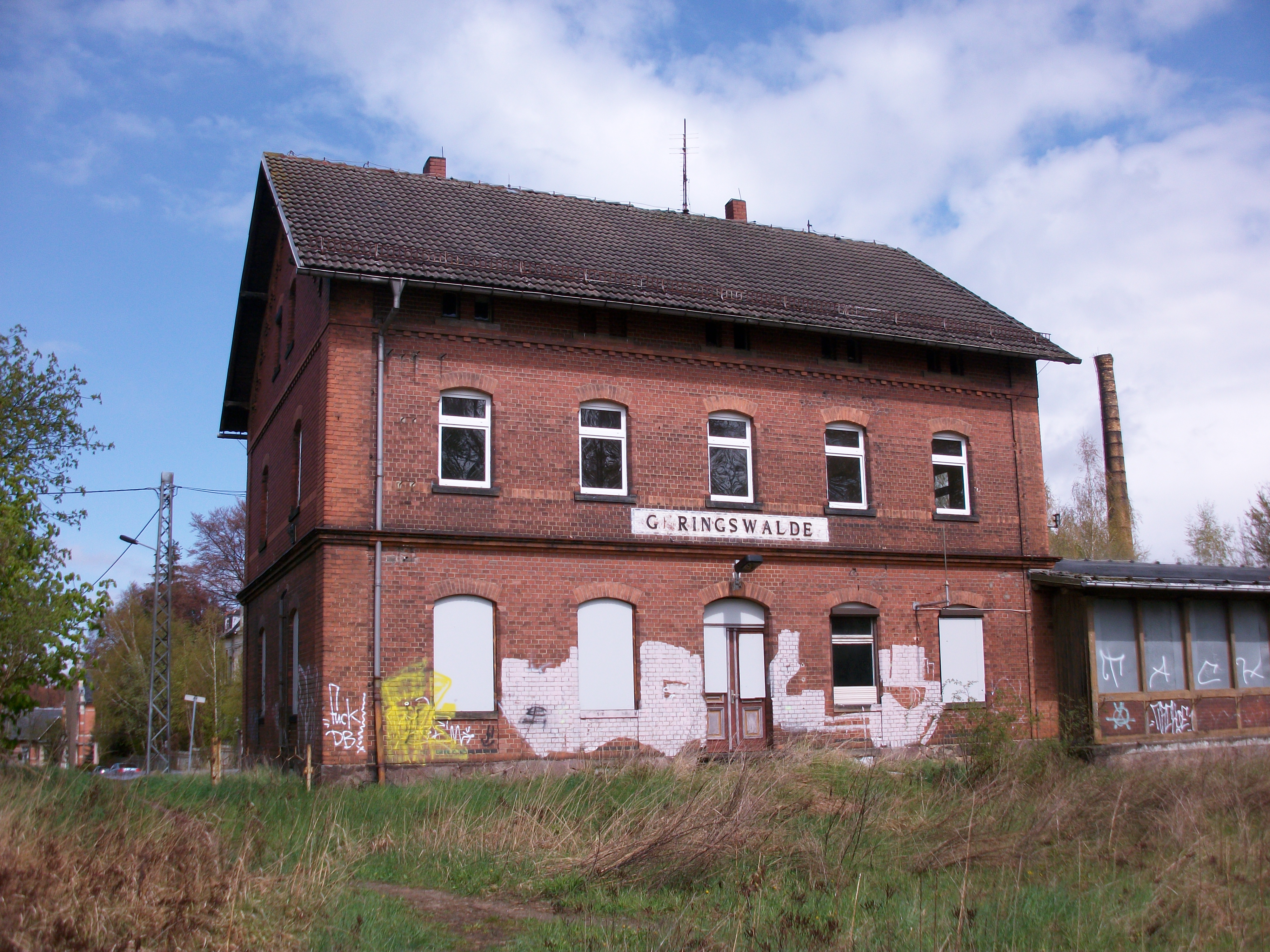
Bahnhof Geringswalde, Gleisseite (2016)
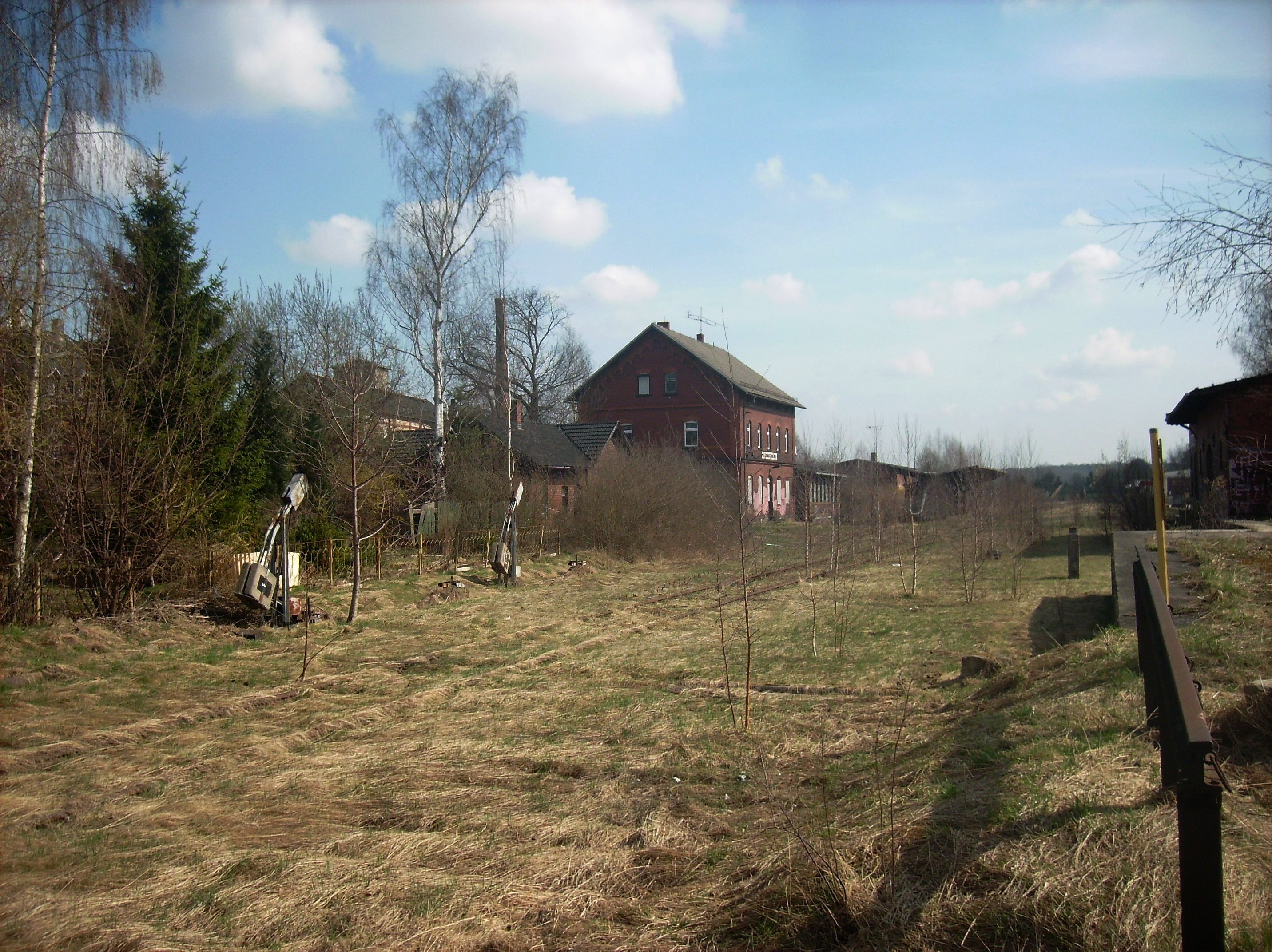
Bahnhofsgelände Geringswalde (Zustand 2011)
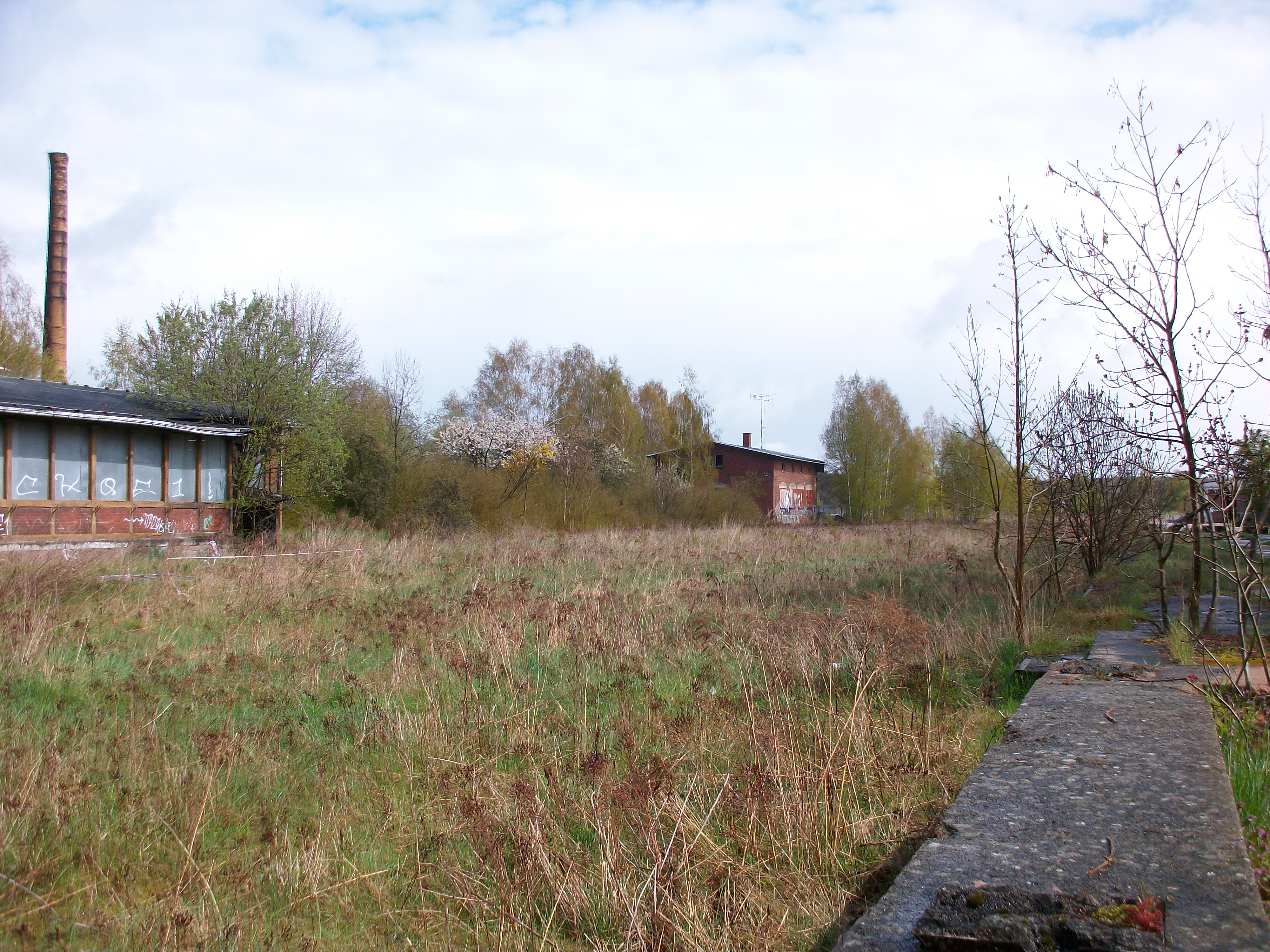
Bahnhof Geringswalde, Nebengebäude (2016)

### Öffentliche Verkehrsmittel
Tägliche Busverbindungen bestehen nach Rochlitz, Geithain und Waldheim, an Werktagen auch nach Mittweida. Geringswalde liegt im Tarifgebiet des Verkehrsverbundes Mittelsachsen.

## Wirtschaft
Die Umgebung der Stadt ist landwirtschaftlich geprägt.
Die traditionellen Gewerbe, darunter die Leineweberei, die Strumpfstrickerei, die Lohgerberei und die Hausbrauerei verloren im 19. Jahrhundert an Bedeutung. An ihre Stelle traten verschiedene Industriezweige, darunter die Möbeltischlerei in zahlreichen Fabriken und Werkstätten und die metallverarbeitende Industrie in Gestalt der Werkzeugmacherei und der Bijouteriewarenfabrikation. 1927 war zu lesen: „Geringswalde ist Hauptsitz der Stuhlindustrie Deutschlands in Qualitätsware.“ Außerdem bestand eine Ziegelei, die Lehmvorkommen südlich der Stadt nutzte, eine Zigarrenfabrik und bis in die 1920er Jahre eine Brauerei. Der auf dem Gebiet der Stadt zum Großteich aufgestaute Klosterbach und der Auenbach trieben in ihrer Umgebung mehrere Mühlen, von denen eine heute noch, allerdings mit elektrischem Antrieb, in Betrieb ist.
Nach dem Zweiten Weltkrieg bis in die 1990er Jahre gaben die Vereinigten Werkzeugfabriken (VWF), die zum Werkzeugkombinat Schmalkalden gehörten, die Sitzmöbeltischlereien und Zweigbetriebe des VEB Orsta-Hydraulik Rochlitz der Stadt ihr wirtschaftliches Gepräge. Daneben bestanden ein Betonwerk, das in den siebziger Jahren mit einem Turmdrehkran ausgerüstet wurde, textilverarbeitende Industrie, die unter dem Namen „Geri-Kleidung“ firmierte, ein Kraftfuttermischwerk, ein Zweigbetrieb des VEB Stern-Radio Rochlitz (in der ehemaligen Zigarrenfabrik) sowie ein aus einem Werk der Reichalda KG hervorgegangener Zweigbetrieb von Florena Waldheim. Die meisten dieser Betriebe schlossen in den neunziger Jahren, jedoch wird die Tradition der Metallverarbeitung noch von einigen mittelständischen Unternehmen fortgeführt. An der Arraser Straße und an der Dresdener Straße wurden Gewerbegebiete eingerichtet. Auf den Anhöhen rings um die Stadt sind mehrere Windkraftanlagen errichtet worden.

## Persönlichkeiten

### Söhne und Töchter der Stadt
- Benedict Hinckelmann (1588–1659), Chemiker, Alchemist und Mediziner
- Benjamin Wedel (1673–1736), Buchhändler und Verleger
- Johann David Gerstenberger (1716–1796), Orgelbauer
- Hermann Carl Weiss (1776–1828), Landrat des Kreises Sankt Vith
- Oswald Ahnert (1843–1920), Jurist und Politiker, MdL (Königreich Sachsen)
- Arthur Haferkorn (1860–1923), Maler, Zeichner, Pädagoge
- Hans Georg Möller (1882–1967), Technischer Physiker, geboren in Altgeringswalde
- Walter Dörner (* 1895), Politiker (DBD), geboren in Neuwallwitz
- Karl Schuster (1896–1978), kommunistischer Funktionär, Häftling im KZ Sachsenhausen, Angehöriger der Roten Kapelle, geboren in Neuwallwitz
- Karl Rudolf ‚Rudi‘ Eims (1897–1975), Journalist und ab 1946 Redakteur der Frankfurter Rundschau
- Georg Geidel (1899–nach 1972), Architekt, Möbeldesigner und Stadtplaner
- Kurt Eichler (1905–1990), Maler und Grafiker, vor allem Illustrator
- Horst Rüdiger (1908–1984), Klassischer Philologe, Germanist und Romanist
- Karlheinz Hinkelmann (1915–1986), Meteorologe
- Walter Frommhold (1921–2010), Mediziner, ordentlicher Professor für Medizinische Strahlenkunde
- Gerhard Neubert (1926–2005), Stein- und Holzbildhauer, geboren in Hilmsdorf
- Wilfried Stallknecht (1928–2019), Architekt
- Roselore Sonntag (1934–2025), Olympiateilnehmerin 1960 in Rom als Kunstturnerin
- Gerhard Hüneke (* 1936), Metallgestalter
- Wolfgang Blochwitz (1941–2005), 19-facher Fußballnationalspieler der DDR
- Eberhard Heinicker (1941–2016), Gebrauchsgrafiker
- Rolf Münzner (* 1942), Künstler (Zeichnung, Lithografie, Grafik, Illustration) und 1992–2005 Professor an der Hochschule für Grafik und Buchkunst Leipzig
- Rolf Kahnt (* 1945), Lehrer und Politiker

### Persönlichkeiten, die im Ort gewirkt haben
- Gottfried Cundisius (1599–1651), lutherischer Theologe, wirkte hier als Pfarrer
- Paul Trenckmann (1676–1747), Kartograf, war in Geringswalde als Gerichtsschöffe tätig und interessierte sich nebenberuflich für Kartografie und das Vermessungswesen